# Satanic Slaughter
Satanic Slaughter fue un grupo de black metal formado en 1985 por Ztephan Dark, inspirando por las primeras bandas de black metal y por grupos de thrash europeo: Bathory, Venom, Kreator, Sodom o Destruction. Originalmente se llamaban Evil Cunt, pero cambiaron el nombre al mes de formarse.
En noviembre de 1985 dieron su primer concierto. Para ese entonces habían cambiado a dos miembros de la formación original; los cambios de formación fueron habituales desde esa época, siendo Ztephan Dark el único miembro que se mantendría en todas las formaciones, aunque cambiando de instrumento en cada una. En la carrera de la banda más de 35 músicos pasarán por el grupo. 
En 1987 hicieron una grabación profesional en directo que, por la mala calidad del sonido, nunca fue editada. Durante ese año ganaron una competición de bandas de metal en la que tocaron ante más de 800 personas. Su primer demo fue grabado en 1988, titulado Violent Massacre y contuvo otros tres temas. El grupo paró durante unos meses por el ingreso en prisión de Dark, acusado de agresión. En diciembre de ese mismo año retomaron la actividad de la banda con una nueva formación.
Tras otro cambio de formación en 1989, Dark volvió a darle un descanso al grupo para dedicarse a otros proyectos como Cruzified Angel, Morgue o Morbidity.
En 1995, diez años después del nacimiento de la banda, Necropolis Records publicó el primer larga duración del grupo, titulado  Satanic Slaughter, producido por Dan Swanö. Sólo un año después vio la luz Land of the Unholy Souls, publicado también por Necrópolis y que incluyó dos de los temas de su primera demo regrabados (One night in Hell y Satanic Queen). Tras este lanzamiento, Dark decidió cambiar a toda la formación, lo que llevó a sus exmiembros a formar Witchery. Con la nueva formación hizo una gira por Alemania junto a Lord Belial a principios de 1998. 
Su tercer disco, Afterlife Kingdom incidió todavía más en la velocidad y agresividad del grupo, acercando su sonido al black metal más crudo, volviendo a cambiarse la formación de la banda tras la edición del disco. En el año 2000 el grupo presentó el disco por Europa en una corta gira junto a la banda noruega de black metal Ragnarok. En 2001 el grupo firmó con Black Sun Records y lanzó su cuarto álbum Banished to the Underworld. Tras esto el grupo estuvo de gira en 2003 y 2004 por Europa, tocando en varios festivales. En 2005, 20 años después de su fundación, el grupo anunció su retirada en el prestigioso Sweden Rock Festival.
El 19 de abril de 2006 Ztephan Dark falleció por problemas cardíacos graves, dando así fin a la historia de esta banda de culto dentro del metal extremo europeo.

## Miembros del grupo

### Miembros pasados

#### Vocalistas
- Toxine (Tony Kampner) (Witchery (Swe)
- Seance (Swe)) (1987/1994-1997)
- Andreas Deblèn (Höst, Deranged (Swe)
- Morgue (Swe)
- Spiteful (Swe)) (1995-2006)

#### Guitarristas
- Mikki Fixx (1985)
- Jörgen Sjöström (1985)
- Patrik Strandberg (1985)
- Jonas Hagberg (1987-1989)
- Janne Karlsson (1989)
- Patrik Jensen (Witchery (Swe), The Haunted, Brujería, Seance (Swe), Orchriste) (1994-1997)
- Richard Corpse (Witchery (Swe), Seance (Swe), Morgue (Swe))
- Stefan Johansson The Grand Trick, Misery
- Kecke Ljungberg (Morgue (Swe)) (1997-1999)

#### Bajistas
- Ron B. Goat (1985-1987)
- Patrik "Kulman" (1987-1989)
- Peter Blomberg (Belsebub) (1989)
- Filip Carlsson (Corporation 187, Höst, Thornclad, Spiteful (Swe), Demons to Prefer) (1997-2003)

#### Bateristas
- Pontus Sjösten, (Denata) (1985)
- Peter Svedenhammar (1985-1987)
- Robert Falstedt (1987-1989)
- Evert Karlsson (1989)
- Gerry Malmström (1989)
- Mique (Witchery, Seance (Swe), Freevil) (1987/1994-1997)
- Robert Eng (Corporation 187, Höst) (1997-1998)
- Martin Axe - Drums (Nephenzy Chaos Order, Nifelheim (Swe), Morgue (Swe), Triumphator (Swe), Witchery (Swe), Bloodbath (Swe), Opeth) (1998-2006)

### Última formación conocida
- Ztephan Dark - guitarra
- Stefan Johansson - guitarra
- Simon Axenrot - bajo
- Fredrik Nilsson - batería

## Discografía
- Violent Massacre (demo, 1988)
- Satanic Slaughter (1995)
- Land Of The Unholy Souls (1996)
- Afterlife Kingdom (2000)
- The Early Years: Dawn of Darkness (recopilación, 2001)
- Banished To The Underworld (2002)

- Datos: Q2705128